# Таловка (приток Поперечной)
Таловка (в верхнем течении — Рассыпуха) — река в Алтайском крае России. Устье реки находится в 70 км от устья по правому берегу реки Поперечная, южнее села Кузнецово. Длина реки составляет 56 км, площадь водосборного бассейна 672 км².

## Бассейн (км от устья)
- 14 км: Гарновка (Миловановка) (пр)
  - 7 км: Хомутинка (лв)
  - 25 км: Секисовка (пр)
  - Утка (пр)
- 16 км: Степная (пр)
- 28 км: Пещериха (лв)
- Тушканиха
- Большая Никольская

## Данные водного реестра
По данным государственного водного реестра России относится к Верхнеобскому бассейновому округу, водохозяйственный участок реки — Алей от Гилёвского гидроузла и до устья, речной подбассейн реки — бассейны притоков (Верхней) Оби до впадения Томи. Речной бассейн реки — (Верхняя) Обь до впадения Иртыша.